# 丘拉維斯塔
丘拉維斯塔（Chula Vista, California）又譯楚拉維斯塔或楚景，是美國加利福尼亞州聖地牙哥郡南部的一個城市，為聖地亞哥縣第二大城市，被譽為「世界檸檬首都」（Lemon Capital of the World）。面積132.7平方公里，2006年人口212,756人。
1887年開始定居，1889年設鎮，1911年10月17日建市。